# Азербайджано-таджикистанские отношения
Азербайджано-таджикистанские отношения — двусторонние отношения между Азербайджанской Республикой и Республикой Таджикистан в политической, экономической и иных сферах. Оба государства являются членами ООН, Содружества Независимых Государств, ОБСЕ.

## Дипломатические отношения
Установлены 29 мая 1992 года. Посольство Азербайджана в Душанбе открыто 22 сентября 2007 года. Посольство Таджикистана в Баку функционирует с 23 марта 2008 года.
Президент Азербайджана Ильхам Алиев посетил столицу Таджикистана Душанбе с официальным визитом в марте 2007 года. В августе того же года состоялся официальный визит президента Республики Таджикистан в Баку. В ходе этих визитов были подписаны соглашения и договоры.
15 марта 2007 года подписано соглашение о дружбе и сотрудничестве. 
В парламенте Азербайджана действует рабочая группа по двустороннему сотрудничеству. Руководитель группы - Айдын Мирзазаде.
В парламенте Таджикистана также действует рабочая группа по отношениям с Азербайджаном.
Между странами подписано 57 договоров.

## Экономическое сотрудничество
В 2010 году товарооборот между странами составил 9,5 млн долл. США. Основными направлениями экономического сотрудничества являются агропромышленный комплекс, цветная металлургия, легкая промышленность, транспорт. Значительную часть объёма товарооборота составляет продукция Таджикского алюминиевого завода (ГУП «ТАЛКО»).
Структура экспорта Азербайджана: сахароза, керосин, шоколад и шоколадные изделия, смазочные масла, хлопчатниковое масло.
Структура экспорта Таджикистана: алюминиевая проволока.

### Товарооборот (тыс. долл)
| Год  | Экспорт Азербайджана | Импорт Азербайджана | Сумма товарооборота |
| ---- | -------------------- | ------------------- | ------------------- |
| 2020 | 5 171,31             | 66,36               | 5 237,67            |
| 2021 | 7 331,41             | 185,24              | 7 516,65            |
| 2022 | 5 811,75             | 138                 | 5 949,75            |
| 2023 | 5 004,09             | 1 123,08            | 6 127,17            |